# Statua a Guido Monaco
La statua a Guido Monaco è un'opera dello scultore Salvino Salvini che si trova al centro dell'omonima piazza ad Arezzo.

## Storia
Già nel 1864 il Consiglio Comunale di Arezzo aveva deliberato di erigere un monumento al "suo" Guido. Furono invitati, tra gli altri, a far parte della commissione artistica, Rossini, Verdi e Mercadante. Grandi festeggiamenti celebrano nel 1882 il centenario della nascita del grande perfezionatore della notazione musicale: 
(Tafi)
E, nel Teatro Petrarca, varie rappresentazioni dell'opera Mefistofele di Arrigo Boito. Si sa anche dai manifesti che "Nelle prime dieci sere della festa la Piazza Umberto, la via e la piazza Guido Monaco saranno illuminate a luce elettrica". È una iniziativa di non irrilevabile interesse, se si pensa che Arezzo potrà contare su un impianto di illuminazione elettrica soltanto alla fine dell'Ottocento. Sembra che il Consiglio Comunale, scrive la Gazzetta aretina in un suo numero del 1893, abbia decretato di abolire la ormai medioevale illuminazione a petrolio.
In veste ufficiale da benedettino il monumento descrive Guido Monaco nell'atto di porre la mano sull'opera da lui lasciata ai posteri:  l'Antifonario, risultato del celebre lavoro dell'illustre aretino con il quale ciascuno era in grado di scrivere, apprendere ed eseguire la musica. Sulle pagine del libro è riportata ed incisa una strofa dell'inno latino a S. Giovanni, dalla quale Guido Monaco trasse i nomi per le note musicali: UT queant laxis/REsonare fibris /MIra gestorum/FAmuli tuorum/SOLve polluti/LAbii reatum/Sancte Iohannes ("affinché i tuoi servi possano cantare con voci libere le meraviglie delle tue azioni, cancella il peccato del loro labbro contaminato, oh San Giovanni"). 
In seguito la nota Ut venne sostituita con DO (da Dominus), e venne aggiunta alla scala la nota SI.

## Descrizione
Il monumento è costituito da una statua in marmo microcristallino, poggiante su un piedistallo anch'esso in marmo, di forma cubica, nei cui lati destro e sinistro sono inserite due formelle di bronzo, mentre sul fronte una scritta a dedica “A Guido Monaco 1882” e nel retro due emblemi rappresentanti il Comune di Arezzo, il tutto sempre in bronzo; la parte inferiore del piedistallo termina con una fascia in marmo nella quale sono incisi gli stemmi delle regioni d'Italia. 
Il piedistallo poggia a sua volta su un basamento in marmo di colore rosato alla base del quale vi sono tre gradini in travertino delimitati a quota terreno da un ulteriore gradino in arenaria. 
L'accesso al monumento avviene da una cancellata collocata in corrispondenza del cordonato in travertino delimitante l'aiuola a verde circostante il monumento stesso.